# Feliks Rylski
Feliks Rylski herbu Ostoja (ur. 14 stycznia 1770 w Turowicach, zm. 16 sierpnia 1823 w Warszawie) – major wojsk polskich.

## Życiorys
Był synem Wojciecha h. Ostoja i Katarzyny z Gębskich. W Wojsku Polskim od 18 grudnia 1783, w 16 Regimencie Piechoty Koronnej. Uczestnik insurekcji kościuszkowskiej, walczył pod Maciejowicami (10 października 1794) i na Pradze (4 listopada 1794), następnie w niewoli rosyjskiej. Zwolniony.
Wiosną 1798 przedostał się do Włoch, do Legionów, na etacie porucznika. Walczył pod Trebbią, Novi, bronił linii Varu, brał udział w oblężeniu Peschiery, Portoferrajo na Elbie i bitwie pod Castel Franco. Wrócił do kraju. Po kampanii 1807 odznaczony orderem Virtuti Militari.
Kapitan wojsk Księstwa Warszawskiego, szef batalionu w Pułku 4 Piechoty, autor pamiętników. Walczył na wojnie w Hiszpanii w latach 1808–1811 (Almaraz, Talavera de la Reina, Ocana, dowodził szturmem na Monbella), uczestniczył w kampanii rosyjskiej 1812 – pod Czaśnikami, Krasnem i nad Berezyną (ranny). Odznaczony orderem Legii Honorowej. W kampanii 1813 ranny w bitwie narodów pod Lipskiem, odnaleziony na pobojowisku, wrócił do zdrowia.
W Wojsku Polskim Królestwa Polskiego służył w Kompanii 1 Inwalidów w Warszawie, wchodzącej w skład Korpusu Inwalidów i Weteranów.

## Odznaczenia
- Virtuti Militari (18 stycznia 1808 w Płocku)
- Legia Honorowa (28 czerwca 1813)